# Trini Lopez
Trinidad López III (ngày 15 tháng 05 năm 1937 – 11 tháng 08 năm 2020) là một ca sĩ, nghệ sĩ guitar và diễn viên người Mỹ. Ông là một ca sĩ nổi tiếng thời nửa sau thế kỷ XX, với phong cách pha trộn giữa âm nhạc dân gian Mỹ, Latin và rockabilly, được biết đến rộng rãi bởi người nghe trên toàn thế giới. Trini Lopez xuất phát từ quê nhà Dallas, Texas giáp ranh và có ảnh hưởng bởi México rồi nước Mỹ, vùng Mỹ Latin cho đến châu Âu, trở thành một ca sĩ tại International Latin Music Hall of Fame.
Album đầu tiên của ông bao gồm bản cover If I Had a Hammer, giành được Golden Disc. Các bản hit khác của ông bao gồm Lemon Tree, I'm Comin' Home, Cindy và Sally Was a Good Old Girl. Ông đã thiết kế hai cây đàn guitar cho Gibson Guitar Corporation, hiện là những vật phẩm lưu giữ của các nhà sưu tập.

## Thời thơ ấu
Lopez sinh ra ở Dallas, Texas vào ngày 13 tháng 05 năm 1937. Cha của ông, Trinidad Lopez II, là ca sĩ, vũ công, diễn viên và nhạc sĩ ở Mexico; mẹ của ông là Petra Gonzalez. Họ kết hôn tại quê hương Moroleón, Guanajuato, trước khi chuyển đến Dallas. Lopez có bốn chị gái (hai người đã qua đời) và một anh trai, Jesse, cũng là một ca sĩ. Ông lớn lên ở Phố Ashland trong khu phố Little Mexico của Dallas và theo học trường tiểu học và trường Trung học NR Crozier. Ông bỏ học năm cuối cấp ba để kiếm tiền phụ giúp gia đình.

## Sự nghiệp

### Âm nhạc

#### Thời kỳ đầu
Lopez thành lập ban nhạc đầu tiên của mình ở Wichita Falls, Texas, khi mới 15 tuổi. Khoảng năm 1955 – 1956, Trini Lopez và ban nhạc của ông làm việc tại The Vegas Club, một hộp đêm thuộc sở hữu của Jack Ruby, chủ hộp đêm, người đã ám sát Lee Harvey Oswald. Năm 1957, theo lời giới thiệu của cha Buddy Holly, Trini và nhóm nhạc The Big Beats của ông đã tìm đến gặp nhà sản xuất Norman Petty ở Clovis, New Mexico. Petty đã ký hợp đồng cho họ với Columbia Records, hãng đã phát hành đĩa đơn Clark's Expedition/Big Boy, cả hai đều là bản ghi nhạc cụ. Lopez rời nhóm và thực hiện bản thu âm solo đầu tiên, sáng tác của riêng ông The Right To Rock, cho Volk Records có trụ sở tại Dallas, sau đó ký hợp đồng với King Records vào năm 1959, thu âm hơn mười đĩa đơn cho hãng.
Vào cuối năm 1962, sau khi hợp đồng với King Records hết hạn, Lopez theo lời đề nghị của Snuff Garrett, tham gia ban nhạc The Crickets hậu Holly với tư cách là giọng ca chính. Sau vài tuần thử giọng ở Los Angeles, dự định đó không thành. Ông ổn định tại hộp đêm PJ's, nơi lượng khán giả của ông tăng lên nhanh chóng, khiến cho Frank Sinatra, người đã thành lập hãng đĩa riêng của mình, Reprise Records biết tới ông, sau đó đã ký hợp đồng với Lopez.

#### Các soundtrack chủ yếu

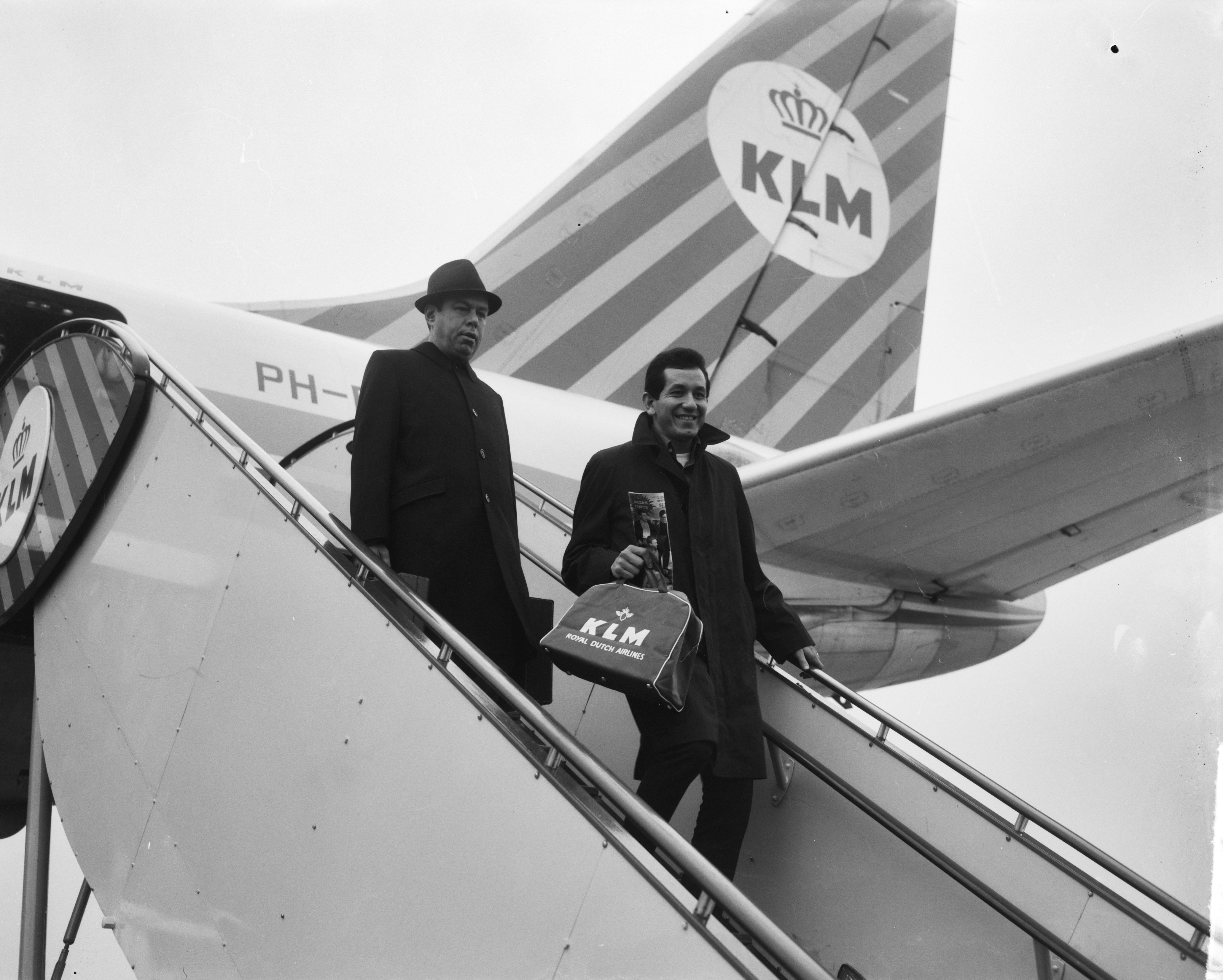
Trini Lopez ở Sân bay Amsterdam Schiphol, lưu diễn Hà Lan năm 1963.

Album trực tiếp đầu tay của ông là Trini Lopez at PJ's (R/RS 6093), được phát hành vào năm 1963. Album bao gồm một bản cover của If I Had a Hammer, đã đạt vị trí quán quân tại 36 quốc gia (thứ ba tại Hoa Kỳ), và là một bản phát thanh được yêu thích trong nhiều năm. Nó đã bán được hơn một triệu bản và được trao một đĩa vàng chứng nhận đĩa thu âm. Ông cũng biểu diễn phiên bản riêng của bài hát Mexico truyền thống La Bamba trong album; bản thu âm giai điệu của ông sau đó được phát hành lại thành đĩa đơn vào năm 1966. Một album trực tiếp khác từ PJ's được thu âm vào cuối năm đó với tựa đề By Popular Demand More Trini Lopez at PJ's (R/RS 6103), có bài hát Green Green được viết bởi Randy Sparks và Barry McGuire và ban đầu được thu âm bởi New Christy Minstrels vào đầu năm đó cho album Ramblin của họ ở Columbia.
Lopez có 13 bản ghi có vị trí trrong bảng xếp hạng đến năm 1968, bao gồ  Lemon Tree (1965), I'm Comin' Home, Cindy (1966) và Sally Was a Good Old Girl (1968). Sau đó vào năm 2013, Lopez đã trả lời phỏng vấn của Tạp chí Portland: "Mọi người luôn hỏi về Lemon Tree. Đó là một trong những bài hát yêu thích nhất của tôi, một giai điệu rất hấp dẫn". Trên bảng xếp hạng nhạc adult contemporary, ông có 15 bản hit, bao gồm cả những đĩa đơn giành "top 10" Michael (1964), Gonna Get Along Without Ya' Now (1967) và The Bramble Bush (1967). Ngoài thành công về mặt đĩa than, ông còn trở thành một trong những nghệ sĩ biểu diễn ở hộp đêm hàng đầu của đất nước trong thời đại đó, thường xuyên dẫn đầu các cuộc biểu diễn ở Las Vegas. Năm 1968, ông thu âm một album tại Nashville mang tên Welcome to Trini Country (R/RS 6300).

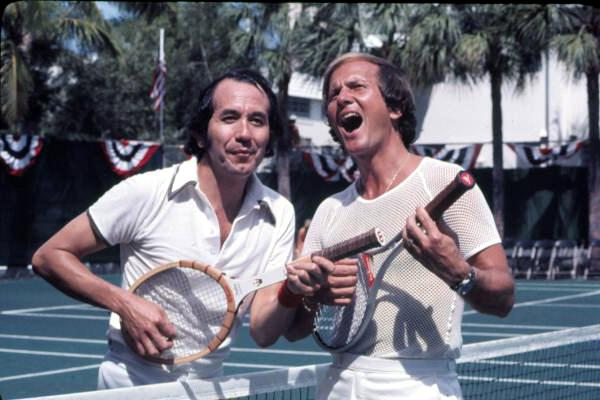
Trini Lopez và Pat Boone trong một sự kiện quần vợt tại Fort Lauderdale, Florida (tháng 04 năm 1975)

Lopez sản xuất một đĩa đơn quảng cáo cho nước ngọt Coca-Cola Fresca vào năm 1967. Năm 1969, NBC phát sóng chương trình tạp kỹ Trini Lopez đặc biệt với sự góp mặt của nhóm guitar The Ventures và Nancy Ames với tư cách khách mời. Soundtrack được phát hành dưới tên The Trini Lopez Show, ông hát các bản hit của mình với The Ventures làm ban nhạc hậu thuẫn.
Ông tiếp tục sự nghiệp âm nhạc của mình với các chuyến lưu diễn rộng khắp châu Âu và châu Mỹ Latinh trong thời kỳ này; dự án bứt phá bằng cách phát hành một album disco vào năm 1978 nhưng không thành công.

#### Guitar Gibson
Sự nổi tiếng của Lopez đã khiến Tập đoàn Guitar Gibson đề nghị ông thiết kế một cây đàn guitar cho họ vào năm 1964. Ông đã thiết kế hai mẫu: Trini Lopez Standard, một mẫu nhạc rock and roll dựa trên phần thân semihollow của Gibson ES-335 và Lopez Deluxe, bản biến thể của một cây guitar jazz Gibson do Barney Kessel thiết kế. Cả hai cây đàn này đều được sản xuất từ năm 1964 đến năm 1971, hiện đang được các nhà sưu tập đặc biệt. Chủ sở hữu của cây đàn bao gồm Dave Grohl của Foo Fighters và Noel Gallagher của Oasis.

#### Thời kỳ sau

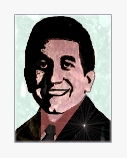
Bản vẽ minh họa Trini Lopez.

Năm 2002, Lopez hợp tác với nhà sản xuất Art Greenhaw cho tác phẩm Legacy: My Texas Roots. Album sử dụng Texas Roots Combo bao gồm Lopez, Greenhaw, và anh trai của Lopez, Jesse. Nhà phê bình Steve Leggett của AllMusic nhận xét: "Album có cảm giác dễ chịu rất giống với các bộ live cổ điển của Lopez từ những năm 1960, chỉ có điều nó rock hơn nhiều". Sau đó, Lopez tập trung vào công việc từ thiện.
Lopez vẫn ghi âm và xuất hiện trực tiếp trong những năm trước khi ông qua đời. Ông đã tham gia một buổi hòa nhạc vì lợi ích để quyên góp tiền cho các nạn nhân của trận động đất và sóng thần Ấn Độ Dương 2004, xuất hiện với tư cách khách mời biểu diễn trong một số chương trình được tổ chức tại Maastricht, Hà Lan cùng với nghệ sĩ violin và nhà soạn nhạc người Hà Lan André Rieu. Ông tiếp tục ghi âm El Immortal được phát hành vào năm 2010, và năm sau ông phát hành album thứ 65 của mình, Into The Future.

### Điện ảnh
Trong những năm 1960 và 1970, Lopez chuyển sang lĩnh vực diễn xuất, dù sự nghiệp điện ảnh không thành công như âm nhạc. Vai diễn điện ảnh đầu tiên của Lopez là trong phim Marriage on the Rocks (1965) với tư cách vai diễn khách mới trong một cảnh quay ở hộp đêm; ca khúc nhạc phim của Lopez, Sinner Man, đã trở thành một đĩa đơn ăn khách (Billboard Hot 100: thứ 54 nhạc pop, thứ 12 bảng adult contemporary). Ông là một diễn viên phim The Dirty Dozen (1967), xuất hiện với tư cách là chính mình trong The Phynx (1970), và đóng vai chính trong Antonio (1973). Ông đã xuất hiện hai lần (đóng các nhân vật khác nhau) trên chương trình truyền hình Adam-12. Năm 1977, ông đóng vai Julio Ramirez trong The Mystery of the Silent Scream, một phần của loạt phim truyền hình The Hardy Boys/Nancy Drew Mysteries.

## Giải thưởng
- Năm 1993, một Ngôi sao Cành cọ vàng trên Palm Springs, California, Walk of Stars đã được dành tặng cho Lopez.[24]
- Ông được giới thiệu vào International Latin Music Hall of Fame năm 2003.[18]
- Vào ngày 15 tháng 05 năm 2008, sinh nhật lần thứ 71 của ông, Lopez đã được giới thiệu vào Las Vegas Walk of Stars.[25]

## Đời tư
Trini Lopez là một người độc thân suốt đời và không có con. Cháu trai của ông, Trini Martinez, là tay trống cho ban nhạc rock độc lập Dallas Bedhead. Lopez qua đời vào ngày 11 tháng 08 năm 2020, tại Bệnh viện đa khoa Torney ở Palm Springs, California. Ông 83 tuổi và bị biến chứng của COVID-19.

## Thống kê

### Đĩa đơn
| Năm      | Đĩa đơn (A-side, B-side)                                                                           | Vị trí xếp hạng | Vị trí xếp hạng | Vị trí xếp hạng | Vị trí xếp hạng | Vị trí xếp hạng | Vị trí xếp hạng | Album                                         |
| Năm      | Đĩa đơn (A-side, B-side)                                                                           | US              | CB              | US AC           | UK              | US R&B          | CAN             | Album                                         |
| -------- | -------------------------------------------------------------------------------------------------- | --------------- | --------------- | --------------- | --------------- | --------------- | --------------- | --------------------------------------------- |
| 1958     | "The Right to Rock" b/w "Just Once More"                                                           | —               | —               | —               | —               | —               | —               | Teenage Love Songs                            |
| 1959     | "Rock On" b/w "It Hurts to Be in Love" (từ TTeenage Love Songs)                                    | —               | —               | —               | —               | —               | —               | Không album                                   |
| 1959     | "Yes You Do" b/w "My Runaway Heart" (từ Teenage Love Songs)                                        | —               | —               | —               | —               | —               | —               | Không album                                   |
| 1959     | "Rock On" b/w "Since I Don't Have You"                                                             | —               | —               | —               | —               | —               | —               | Không album                                   |
| 1959     | "Love Me Tonight" b/w "Here Comes Sally" (Không Album)                                             | —               | —               | —               | —               | —               | —               | Teenage Love Songs                            |
| 1959     | "I'm Grateful" b/w "Don't Let Your Sweet Love Die" (Không Album)                                   | —               | —               | —               | —               | —               | —               | Teenage Love Songs                            |
| 1959     | "(Won't You Be) My Queen for a Day" b/w "Yes You Do"                                               | —               | —               | —               | —               | —               | —               | Không album                                   |
| 1959     | "Nobody Loves Me" bw "Nobody Listens to Our Teenage Problems" (từ Teenage Love Songs)              | —               | —               | —               | —               | —               | —               | Không album                                   |
| 1960     | "Jeanie Marie" b/w "Schemer"                                                                       | —               | —               | —               | —               | —               | —               | Teenage Love Songs                            |
| 1960     | "The Search Goes On" b/w "It Hurts to Be in Love" (từ Teenage Love Songs)                          | —               | —               | —               | —               | —               | —               | Không album                                   |
| 1960     | "Then You Know (You've Been in Love)" b/w "Don't Treat Me That Way" (Không Album)                  | —               | —               | —               | —               | —               | —               | Teenage Love Songs                            |
| 1961     | "You Broke the Only Heart" b/w "One Heart, One Life, One Love"                                     | —               | —               | —               | —               | —               | —               | Teenage Love Songs                            |
| 1961     | "Rosita" b/w "Only in My Dreams"                                                                   | —               | —               | —               | —               | —               | —               | Trini Lopez & Johnny Tores                    |
| 1962     | "Sinner Not a Saint" b/w "Where Can My Baby Be"                                                    | —               | —               | —               | —               | —               | —               | Trini Lopez & Johnny Tores                    |
| 1963     | "Jeanie Marie" b/w "Love Me Tonight"                                                               | —               | —               | —               | —               | —               | —               | Teenage Love Songs                            |
| 1963     | "Don't Go" b/w "It Seems"                                                                          | —               | —               | —               | —               | —               | —               | Không album                                   |
| 1963     | "A-Me-Ri-Ca" b/w "Let It Be Known"                                                                 | —               | —               | —               | —               | —               | —               | Không album                                   |
| 1963     | "La Bamba" (Part I) b/w "La Bamba" (Part II) (Không Album)                                         | —               | 123             | —               | —               | —               | —               | Không album                                   |
| 1963     | "If I Had a Hammer" b/w "Unchain My Heart"                                                         | 3               | 3               | —               | 4               | 12              | —               | Trini Lopez at PJ's                           |
| 1963     | "Kansas City"                                                                                      | 23              | 26              | 13              | 35              | —               | —               | Bởi Popular Demand!! More Trini Lopez at PJ's |
| 1963     | "Lonesome Traveler"                                                                                | —               | 135             | —               | —               | —               | —               | Bởi Popular Demand!! More Trini Lopez at PJ's |
| 1963     | "La Bamba" b/w "Granada"                                                                           | —               | —               | —               | —               | —               | —               | Trini Lopez at PJ's                           |
| 1963     | "Nobody Loves Me" b/w "The Club for Broken Hearts" (từ Teenage Love Songs)                         | —               | —               | —               | —               | —               | —               | Không album                                   |
| 1964     | "Sinner Not a Saint" b/w "If"                                                                      | 103             | —               | —               | —               | —               | —               | Trini Lopez & Johnny Tores                    |
| 1964     | "Jailer, Bring Me Water" b/w "You Can't Say Goodbye"                                               | 94              | 106             | —               | —               | —               | —               | On the Move                                   |
| 1964     | "What Have I Got of My Own" b/w "Ya Ya"                                                            | 43              | 51              | —               | —               | —               | —               | On the Move                                   |
| 1964     | "Michael" b/w "San Francisco De Assisi" (từ The Second Latin Album)                                | 42              | 41              | 7               | —               | —               | —               | The Folk Album                                |
| 1965     | "Lemon Tree" b/w "Pretty Eyes"                                                                     | 20              | 22              | 2               | —               | —               | —               | The Folk Album                                |
| 1965     | "Sad Tomorrows" b/w "I've Lost My Love for You" (Không Album)                                      | 94              | 81              | 22              | —               | —               | —               | The Love Album                                |
| 1965     | "Are You Sincere" b/w "You'll Be Sorry"                                                            | 85              | 110             | 25              | —               | —               | 20              | The Love Album                                |
| 1965     | "Sinner Man" b/w "Double Trouble" (từ The Rhythm & Blues Album)                                    | 54              | 64              | 12              | —               | —               | —               | Trini Lopez Plays and Sings                   |
| 1965     | "Regressa A Mi" b/w "Mi Felicidad"                                                                 | —               | —               | —               | —               | —               | —               | Không album                                   |
| 1966     | "Made in Paris" b/w "Pretty Little Girl"                                                           | 113             | 113             | 36              | —               | —               | —               | Không album                                   |
| 1966     | "The Search Goes On" b/w "Chain of Love" (từ Teenage Love Songs)                                   | —               | —               | —               | —               | —               | —               | Không album                                   |
| 1966     | "I'm Comin' Home, Cindy" b/w "The 32nd of May"                                                     | 39              | 48              | 2               | 28              | —               | 23              | Trini                                         |
| 1966     | "La Bamba Pt. 1" b/w "Trini's Tune" (từ Trini)                                                     | 86              | 100             | 9               | —               | —               | 78              | Greatest Hits                                 |
| 1966     | "Pancho Lopez" b/w "Hall of Fame" (từ Greatest Hits)                                               | —               | —               | —               | —               | —               | —               | The Second Latin Album                        |
| 1966     | "Takin' the Back Roads" /                                                                          | —               | tag             | —               | —               | —               | —               | Trini Lopez in London                         |
| 1966     | "Your Ever Changin' Mind"                                                                          | —               | 131             | —               | —               | —               | —               | Trini Lopez in London                         |
| 1967     | "Gonna Get Along Without Ya Now" b/w "Love Letters"                                                | 93              | 93              | 6               | 41              | —               | —               | Trini Lopez in London                         |
| 1967     | "Up to Now" b/w "In the Land of Plenty" (từ Trini Lopez – Now!)                                    | 123             | —               | —               | —               | —               | —               | Không album                                   |
| 1967     | "The Bramble Bush" b/w "The Ballad of the Dirty Dozen"                                             | —               | 117             | 4               | —               | —               | —               | Không album                                   |
| 1967     | "Together" b/w "I Wanna Be Free" (từ Trini Lopez – Now!)                                           | —               | —               | 30              | —               | —               | —               | Không album                                   |
| 1967     | "It's a Great Life" b/w "Let's Take A Walk"                                                        | —               | —               | —               | —               | —               | —               | It's a Great Life                             |
| 1968     | "Sally Was a Good Old Girl" b/w "It's a Great Life"                                                | 99              | 106             | 30              | —               | —               | —               | It's a Great Life                             |
| 1968     | "Mental Journey" b/w "Good Old Mountain Dew"                                                       | —               | —               | 18              | —               | —               | —               | Welcome to Trini Country                      |
| 1968     | "Malagueña Salerosa" b/w "Something Tells Me"                                                      | —               | —               | 24              | —               | —               | —               | Không album                                   |
| 1968     | "El Nino Del Tambor (The Little Drummer Boy)" b/w "Noche De Paz (Silent Night)/Let There Be Peace" | —               | —               | —               | —               | —               | —               | Không album                                   |
| 1969     | "Come a Little Bit Closer" b/w "Pata Cum Cum" (first pressings) "My Baby Loves Sad Songs"          | 121             | —               | —               | —               | —               | —               | The Whole Enchilada                           |
| 1969     | "Don't Let the Sun Catch You Crying" b/w "My Baby Loves Sad Songs"                                 | 133             | —               | —               | —               | —               | —               | The Whole Enchilada                           |
| 1969     | "Love Story" b/w "Games People Play"                                                               | —               | —               | —               | —               | —               | —               | Không album                                   |
| 1970     | "Five O'Clock World" b/w "You Make My Day"                                                         | —               | —               | —               | —               | —               | —               | Không album                                   |
| 1970     | "Mexican Medicine Man" b/w "Time to Get It Together"                                               | —               | —               | —               | —               | —               | —               | Không album                                   |
| 1970     | "Mexican Medicine Man" b/w "Su-Kal-De-Don"                                                         | —               | —               | —               | —               | —               | —               | Không album                                   |
| 1970     | "Let's Think About Living" b/w "There Was a Crooked Man"                                           | —               | —               | —               | —               | —               | —               | Không album                                   |
| 1971     | "Some Kind of Summer" b/w "Poor Old Billy"                                                         | —               | —               | —               | —               | —               | —               | Không album                                   |
| 1972     | "Ruby Mountain" b/w "Y Volvere"                                                                    | —               | —               | —               | —               | —               | —               | Viva                                          |
| 1973     | "Butterfly" b/w "Don't Burn Your Bridges Behind You"                                               | —               | —               | —               | —               | —               | —               | Không album                                   |
| 1975     | "We Gotta Make It Together" b/w "Bring Back the Sunshine"                                          | —               | —               | —               | —               | —               | —               | Không album                                   |
| 1975     | "Somethin' 'Bout You Baby I Like" b/w "Sweet Life"                                                 | —               | 76              | —               | —               | —               | —               | Không album                                   |
| 1977     | "Sha La Boom Boom Yeah (Heavy Makes You Happy)" b/w "Satisfaction"                                 | —               | —               | —               | —               | —               | —               | Không album                                   |
| 1977     | "You Say Something Nice" b/w "Sittin' Pretty in Atlantic City"                                     | —               | —               | —               | —               | —               | —               | Không album                                   |
| 1977     | "Helplessly" b/w "Beautiful People"                                                                | —               | —               | —               | —               | —               | —               | Transformed by Time                           |
| 1978     | "Helplessly" b/w "Trini's Medley"                                                                  | —               | —               | —               | —               | —               | —               | Transformed by Time                           |
| Sources: | |                 |                 |                 |                 |                 |                 |                                               |

### Album
- 1963 Trini Lopez at PJ's (#2 Billboard 200)
- 1963 More Trini Lopez at PJ's (#11 Billboard 200)
- 1964 On the Move (#32 Billboard 200)
- 1964 Live at Basin St. East (#30 Billboard 200)
- 1964 Trini Lopez Plays and Sings
- 1964 The Latin Album (#18 Billboard 200)
- 1965 The Folk Album (#18 Billboard 200)
- 1965 The Love Album (#32 Billboard 200)
- 1965 The Rhythm and Blues Album (#46 Billboard 200)
- 1965 The Sing Along World of Trini Lopez (#101 Billboard 200)
- 1965 Trini Lopez Live in South Africa
- 1966 Trini (#54 Billboard 200)
- 1966 The Second Latin Album (#110 Billboard 200)
- 1966 Greatest Hits (#47 Billboard 200)
- 1967 Trini Lopez In London (#114 Billboard 200)
- 1967 Now! (#162 Billboard 200)
- 1968 It's a Great Life
- 1968 Welcome to Trini Country
- 1969 The Whole Enchilada
- 1969 The Trini Lopez Show
- 1971 Trini Lopez Live in Tokyo
- 1972 Viva
- 1977 Y Su Alma Latina
- 1978 Transformed By Time
- 1991 The 25th Anniversary Album
- 1998 Dance Party
- 2000 Aylole-Aylola
- 2001 Dance the Night Away
- 2002 Legacy: My Texas Roots
- 2005 Romantic and Sexy Guitars
- 2008 Ramblin' Man
- 2011 Into the Future, Trilo Records

### Tổng quan
- Official site, with detailed biography
- Trini Lopez at Texas Music Source, from the Texas Monthly website
- Trini López trên IMDb
- Danh sách đĩa nhạc của Trini Lopez trên Discogs
- Trini López trên AllMusic

### Phỏng vấn
- Trini Lopez phỏng vấn trên Pop Chronicles [en; ja] (1969)
- Trini Lopez "Into The Future" trên YouTube
- Trini Lopez "Into The Future Part 2" trên YouTube
- Val De La O Interviews Trini Lopez trên YouTube
- NAMM Oral History Interview ngày 11 tháng 8 năm 2006